# Police serbe
|                                                      |  |  |
| Uniforme formel (gauche) et régulier (droite) (2018) |  |  |

La Police serbe (serbe : Полиција Србије, Policija Srbije) est une organisation gérée par le ministère serbe des affaires intérieures ayant pour but comme pour la Žandarmerija, de faire respecter l'ordre au sein de la Nation Serbe.

## Histoire
Au XIVe siècle, sous la dynastie des Nemanjić, les policiers sont les garants de la sécurité publique, et patrouillent principalement sur les routes pour préserver les voyageurs des bandits. Ils sont alors habillés en noir et armés d'arcs et d'épées.
En 1804, l’apparition de la sécurité publique se fait dès les débuts de la première révolte serbe (1804-1813). Le 2 avril l’assemblée délègue l’administration de police au voïvodes ou aux administrateurs locaux. En 1807, une police régulière est créée à Belgrade et dans d'autres villes. Elle se compose d'un directeur de la police de ville (« Policajmajstor »), de directeurs de quartiers (« policaj-kvartaj-majstor »), d'assistants au directeur (« liktor ») , de greffiers et de « pandours » en uniforme.
Le 14 janvier 1811, à la suite d'une réforme de l'État, la police est placée sous le contrôle du Ministre de l'Intérieur, à l'époque, Jakov Nenadović.
En 1815 Miloš Ier Obrenović décide de réorganiser les pandours et la police des douanes.
En 1828 la police et sa direction sont placées sous le contrôle du Grand Tribunal Populaire qui en détermine la fonction le 13 janvier 1828. 
En 1830 est créé le grade de « Buljukbasa », qui dirige 22 policiers. À Belgrade, c'est alors le poète Sima Milutinovic-Sarajlija qui est nommé à cette fonction. À partir du 25 avril 1831, la police dépend directement de Miloš Ier Obrenović. 
Lors de l'occupation allemande durant la Seconde Guerre mondiale, la police serbe est dissoute par les nazis. Son organisation sera complètement remodelée en 1945.

## Organisation
Réorganisée en 1992 la police serbe comprend 161 commissariats locaux, 62 unités de gardes-frontières et 49 brigades routières ou autoroutières. En septembre 2006, elle comprenait 26 527 policiers en uniforme dont 6,9 % de femmes.
Pour faire face aux situations de crise, elle dispose d'un groupes d'intervention : PTJ.

## Vehicles

### Véhicules
Voici une liste des véhicules utilisés par la police serbe:
- Škoda Rapid - 710 [1]
- Škoda Karoq - 47 [2]
- BMW F10
- Fiat Ducato
- Fiat Grande Punto
- Fiat 500L
- Mercedes-Benz Sprinter
- Mitsubishi Outlander
- Mitsubishi ASX
- Peugeot 307
- Peugeot 308
- Peugeot Boxer
- Volkswagen Golf Mk6
- Volkswagen Polo
- Volkswagen Polo Mk5
- Škoda Octavia Mk3 Facelift

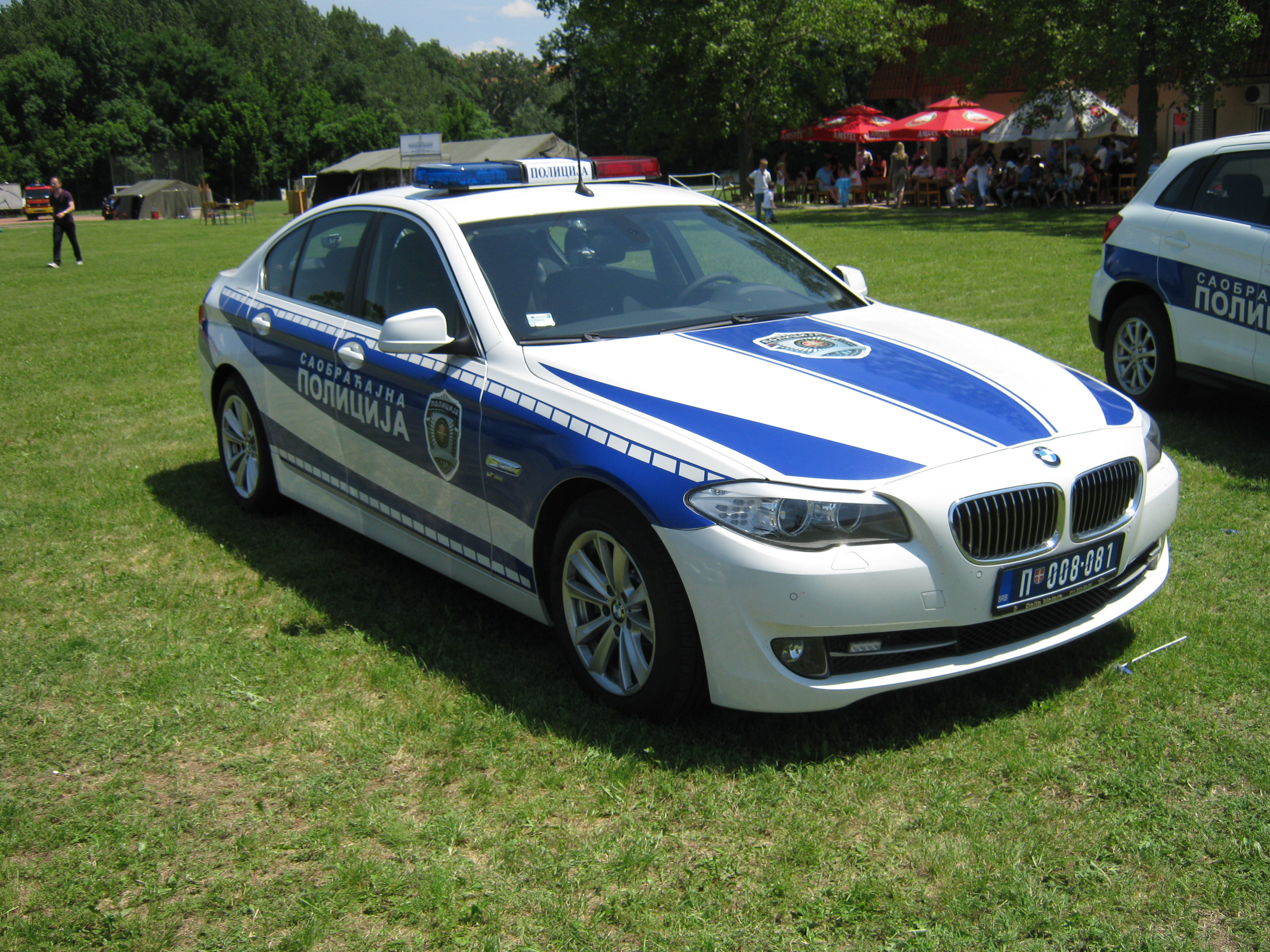
Police routière
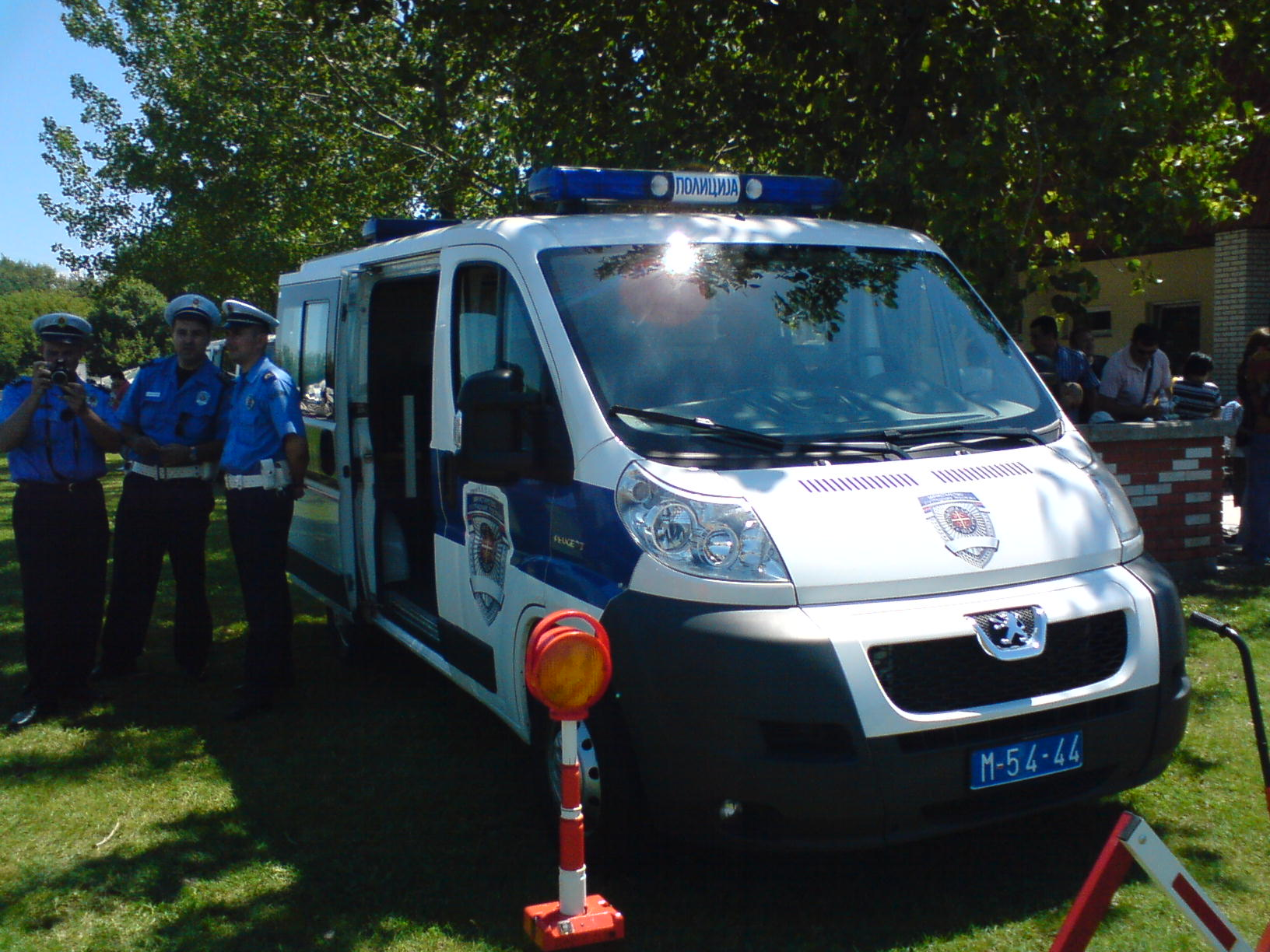
Peugeot Van
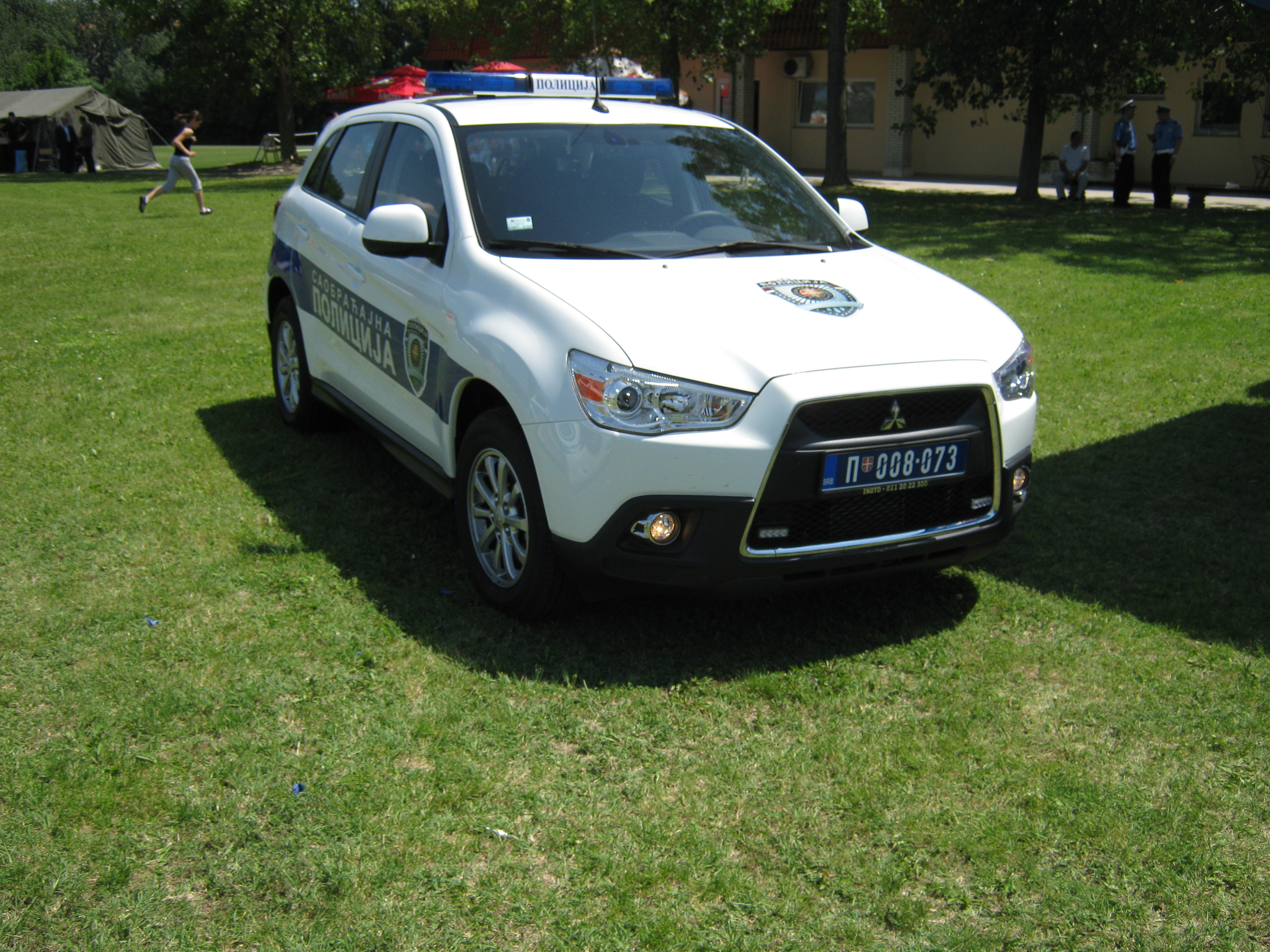
Police de l'unité routière
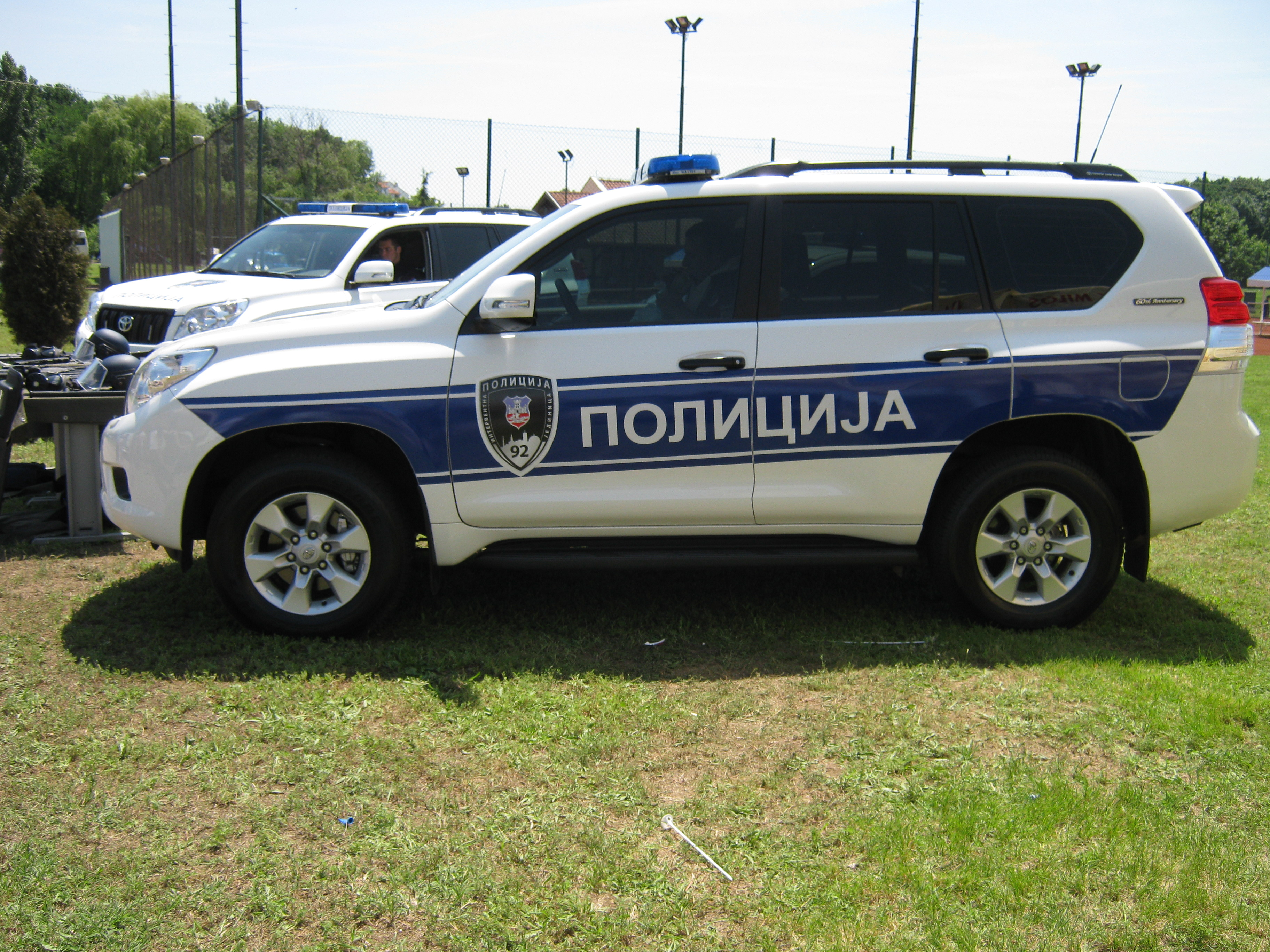
Belgrade 192 Réponse rapide
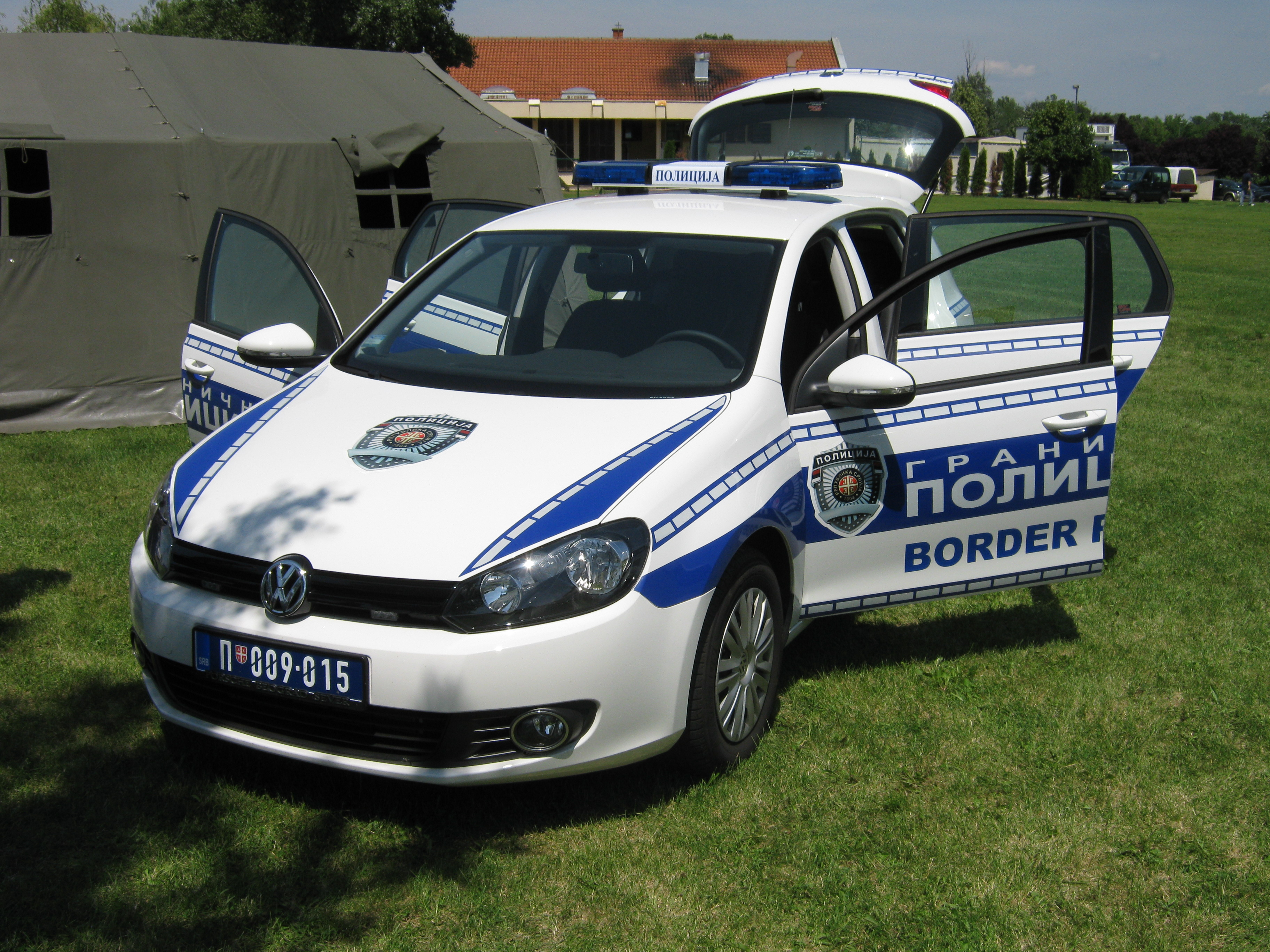
Volkswagen Police des frontières

### Véhicules blindés
- BOV (APC) - 19+[3]
- BOV M11 - 12
- BOV-3 - 2+
- BOV M16 Miloš - 2+
- Lazar 3 - 12
- Land Rover Defender Armored
- TAM 110 T7 B/BVRis

## Hélicoptères

### Flotte actuelle
- Airbus Helicopters H145M - 4 [4]
- Eurocopter EC645 -  4 livrés en 2021[5],[4],[6].
- Aérospatiale Gazelle - 4
- Bell 206 - 4
- Sikorsky S-76 - 1